# Riu Shaksgam
El riu Shaksgam (en xinès: 沙克思干河; en pinyin: Shakesigan He; en hindi: शक्सगाम नदी, romanitzat: Shaksgām Nadi; en urdú: دریائے شکسگام, romanitzat: Daryá-e-Shaksgám) és un afluent per l'esquerra del riu Yarkand. El riu també es coneix com a Kelechin (en xinès: 克勒青河) i Muztagh (xinès: 穆斯塔格河). Neix a les glaceres Gasherbrum, Urdok, Staghar, Singhi i Kyagar, al Karakoram. Després flueix en direcció nord-oest, en paral·lel al Karakoram, a la vall de Shaksgam. Rep les aigües dels rius Shimshal Braldu i Oprang, procedents del districte d'Hunza, administrat pel Pakistan, abans de girar cap a l'est i unir-se al riu Yarkand. El tram del curs del riu entre Shimshal Braldu i Oprang s'utilitza com a frontera entre el Pakistan i la Xina.
Administrativament, la part xinesa de la vall es troba a les parts més meridionals del comtat de Yarkand (la font) i del Comtat autònom tadjik de Taxkorgan (curs baix). L'Índia reclama tota la vall com a part del seu estat de Jammu i Caixmir, ara part de Ladakh.

## Història
La vall del riu va ser explorada l'any 1889 per Francis Younghusband (que es va referir al Shaksgam com l'Oprang), i de nou el 1926 per Kenneth Mason, que va confirmar les fonts del riu.

## Geografia
La vall superior del riu és utilitzada pels escaladors que s'acosten a la cara nord del K2. L'aproximació obliga a fer un creuament del riu, que és perillós. Entre la seva confluència amb el riu Shimshal Braldu i la seva confluència amb el riu Oprang, el riu forma la frontera entre la Xina i el Caixmir administrat pel Pakistan. La zona és utilitzada com a zona de pastures d'hivern pels pastors de iacs del poble de Shimshal. Històricament, el llit del riu Yarkand, al qual s'uneix el Shaksgam, va ser utilitzat per al cultiu pels agricultors de l'estat d'Hunza. Es diu que els governants d'Hunza van obtenir aquests "drets territorials sobre Raskam" en un passat llunyà.